# 在爱尔兰的立陶宛人
大多数立陶宛人移民都是在2000年代入境爱尔兰的，当时的爱尔兰经济正在繁荣发展。2011年人口普查记录表明，爱尔兰共和国境内共有36683名居民生于立陶宛。这些立陶宛移民约有三分之一都住在都柏林地區。

## 历史
20世纪之初，有一些立陶宛猶太人移民爱尔兰。曾在1956-57和1961-62年间担任都柏林市长的罗伯特·布里斯科之父就是立陶宛裔犹太移民。目前移民爱尔兰的立陶宛人大多是天主教徒，因为立陶宛到了2000年代已经不剩多少犹太人口了。
1935年，生于美国的立陶宛飞行员费利克萨斯·维特库斯成为了有史以来第六个成功飞越大西洋的人，他所驾驶的是一架单发动机单座固定翼飞机，降落地点位于爱尔兰。这架伴随他飞跃大西洋的飞机名为“Lituanica II”。费利克萨斯·维特库斯在飞行中与最恶劣的天气搏斗，一爱尔兰广播电台的每小时播报给他帮了大忙。他在飞行中得知都柏林上空有浓雾，向东边最远至波罗的海的所有空域也都如此。他也知道飞机燃料不足，无法飞到考纳斯，与惡劣天气斗争了23个小时的费利克萨斯·维特库斯已精疲力竭，他认为在爱尔兰某地降落最保险。在梅奧郡城镇巴林罗布的Cloongowla上空，费利克萨斯·维特库斯发现了一片开阔地，于是降落于此，但他的座机也遭受了严重损伤。幸运的是，费利克萨斯·维特库斯活了下来，而且没受多大伤。之后，Lituanica II号被装箱运到立陶宛接受修理。费利克萨斯·维特库斯后乘船和火车抵达考纳斯，受到了同胞们英雄般的欢迎。

## 组织
爱尔兰立陶宛人协会有限公司（Lithuanian Association in Ireland Limited）于2005年1月正式注册，但早在1999年就开始了活动。该协会在都柏林、科克、莫纳亨以及莱伊什港组织过立陶宛演唱会等其他活动，在都柏林、科克、邓多克、戈尔韦等地开办了8所立陶宛周末学校。